# Thomas Müller (Politiker, 1952)

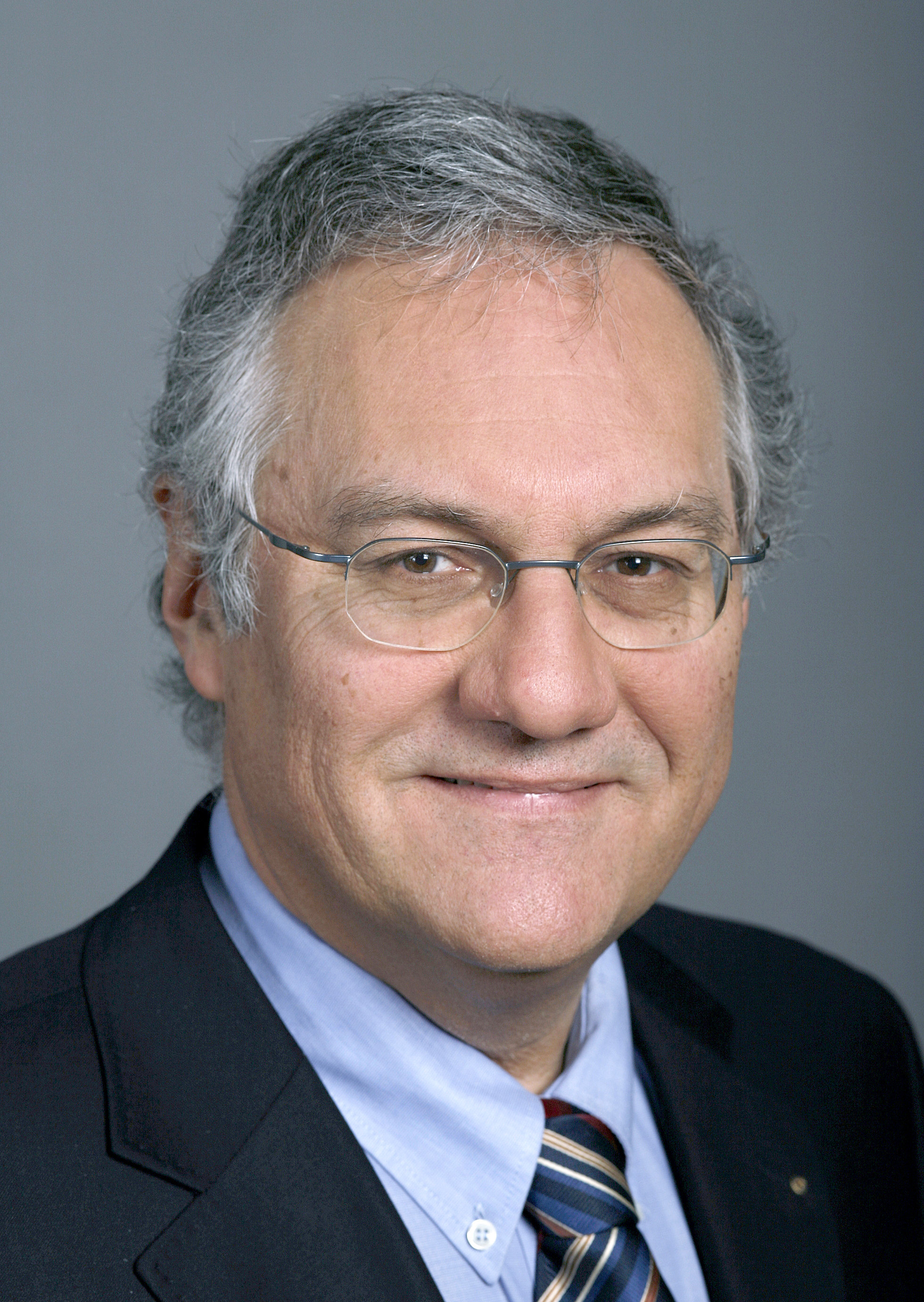
Thomas Müller

Thomas Jakob Müller (* 1. Dezember 1952 in Uzwil, heimatberechtigt ebenda und in Rorschach) ist ein Schweizer Politiker und war von 2006 bis zu seiner Nichtwiederwahl 2019 Mitglied des Nationalrates. Er war ursprünglich Mitglied der CVP, wechselte 2011 jedoch zur SVP.

## Biografie
Müller studierte Rechtswissenschaft an der Universität Zürich, schloss mit dem Lizenziat ab und wurde Rechtsanwalt. Er arbeitete von 1980 bis 1984 als Gerichtsschreiber am Bezirksgericht Rorschach und war von 1984 bis 2003 Teilhaber einer Anwaltskanzlei.
Von 1985 bis Dezember 1996 war er Mitglied der Legislative der Gemeinde Rorschach. Von 2003 bis 2011 war er Stadtpräsident von Rorschach. Von 1992 bis 2000 war er im Kantonsrat von St. Gallen und dort unter anderem Präsident der Rechtspflegekommission. Im Dezember 2006 rückte er für den zurückgetretenen Felix Walker in den Nationalrat nach und war dort bis 2007 Mitglied der Kommission für Rechtsfragen und danach in der Finanzkommission. Zudem war er als Stiftungsrat der Schweizer Stiftung Farbe tätig.
Im deutsch-schweizerischen Konflikt um die Lockerung des Schweizer Bankgeheimnisses erregte Müller Aufmerksamkeit, als er in einer Parlamentsdebatte im März 2009 über den deutschen Finanzminister Peer Steinbrück die Bemerkung «Er erinnert mich an jene Generation von Deutschen, die vor 60 Jahren mit Ledermantel, Stiefel und Armbinde durch die Gassen gegangen sind» fallen liess.
Müller wohnt in Rorschach, ist verheiratet und hat drei Kinder. In der Schweizer Armee hat er den Rang eines Oberleutnants. Er war 1997–2004 Präsident des FC St. Gallen, während seiner Zeit holte der FC St. Gallen im Jahre 2000 den 2. Meistertitel.